# 水马齿
水马齿（学名：Callitriche stagnalis）为车前科水马齿属的植物。分布于各大洲以及中国大陆的西藏、云南等地，生长于海拔1,850米至4,200米的地区，多生在水沟、湿地、沼泽以及水田中，目前尚未由人工引种栽培。